# Неш (Техас)
Неш (англ. Nash) — місто (англ. city) в США, в окрузі Бові штату Техас. Населення — 3814 особи (2020).

## Географія
Неш розташований за координатами 33°26′31″ пн. ш. 94°7′43″ зх. д. / 33.44194° пн. ш. 94.12861° зх. д. (33.441822, -94.128587).  За даними Бюро перепису населення США в 2010 році місто мало площу 8,78 км², з яких 8,75 км² — суходіл та 0,03 км² — водойми.

### Клімат
| Клімат : Неш                 | Клімат : Неш | Клімат : Неш | Клімат : Неш | Клімат : Неш | Клімат : Неш | Клімат : Неш | Клімат : Неш | Клімат : Неш | Клімат : Неш | Клімат : Неш | Клімат : Неш | Клімат : Неш | Клімат : Неш |
| Показник                     | Січ.         | Лют.         | Бер.         | Квіт.        | Трав.        | Черв.        | Лип.         | Серп.        | Вер.         | Жовт.        | Лист.        | Груд.        | Рік          |
| Абсолютний максимум, °C      | 27,2         | 32,2         | 31,7         | 35,0         | 36,7         | 38,3         | 40,6         | 41,1         | 42,2         | 35,0         | 30,0         | 26,7         | 42,2         |
| Середній максимум, °C        | 11,7         | 14,4         | 19,4         | 23,9         | 27,8         | 31,7         | 33,9         | 33,9         | 30,0         | 25,0         | 17,8         | 12,8         | 23,6         |
| Середня температура, °C      | 5,6          | 7,8          | 12,2         | 16,7         | 21,7         | 26,1         | 28,3         | 27,8         | 23,9         | 17,8         | 11,7         | 6,7          | 17,2         |
| Середній мінімум, °C         | −0,6         | 1,1          | 5,6          | 10,0         | 15,6         | 20,0         | 22,2         | 21,7         | 17,8         | 11,1         | 5,0          | 0,6          | 10,9         |
| Абсолютний мінімум, °C       | −16,1        | −13,3        | −9,4         | −2,2         | 4,4          | 11,1         | 13,9         | 12,8         | 3,3          | −2,8         | −8,9         | −21,1        | −21,1        |
| Норма опадів, мм             | 99.3         | 96.5         | 113.3        | 107.4        | 126.2        | 122.4        | 91.9         | 61.2         | 95.8         | 117.1        | 144.5        | 125.7        | 1301         |
| ---------------------------- | ------------ | ------------ | ------------ | ------------ | ------------ | ------------ | ------------ | ------------ | ------------ | ------------ | ------------ | ------------ | ------------ |
| Джерело: The Weather Channel |              |              |              |              |              |              |              |              |              |              |              |              |              |

## Демографія
Згідно з переписом 2010 року, у місті мешкало 2960 осіб у 1143 домогосподарствах у складі 786 родин. Густота населення становила 337 осіб/км².  Було 1281 помешкання (146/км²).
Расовий склад населення:
| - 63,4 % — білих - 23,8 % — чорних або афроамериканців - 1,3 % — корінних американців - 0,8 % — азіатів - 7,6 % — осіб інших рас |

До двох чи більше рас належало 3,1 %. Частка іспаномовних становила 14,3 % від усіх жителів.
За віковим діапазоном населення розподілялося таким чином: 27,7 % — особи молодші 18 років, 61,6 % — особи у віці 18—64 років, 10,7 % — особи у віці 65 років та старші. Медіана віку мешканця становила 31,5 року. На 100 осіб жіночої статі у місті припадало 90,5 чоловіків;  на 100 жінок у віці від 18 років та старших — 85,3 чоловіків також старших 18 років.
Середній дохід на одне домашнє господарство  становив 57 160 доларів США (медіана — 40 588), а середній дохід на одну сім'ю — 40 715 доларів (медіана — 36 559). За межею бідності перебувало 17,1 % осіб, у тому числі 16,4 % дітей у віці до 18 років та 3,8 % осіб у віці 65 років та старших.
Цивільне працевлаштоване населення становило 1204 особи. Основні галузі зайнятості: освіта, охорона здоров'я та соціальна допомога — 21,8 %, будівництво — 15,6 %, виробництво — 15,0 %.